# Hanbeon Deo, OK
Hanbeon Deo, OK? (kor. 한번 더, OK?; auch „One More Time, OK?“ (dt. „Noch einmal, ok?“)) ist das erste koreanische Studioalbum von der südkoreanischen Band The Grace, welches am 4. Mai 2007 in Südkorea veröffentlicht wurde. Einige Titel waren schon auf Single vor dem Album veröffentlicht, darunter die Debütsingle „Too Good“, „The Club“ und „열정 (My Everything)“. Anschließend brachte man den Titelsong „Habeon deo, OK?“ und den Hit „Dancer in the Rain“ in die Charts. Für das Album wurde stark geworben, es erreichte sogar Platz 1 der M! Countdown- und den SBS Inki Gayo Charts.

## Verkaufszahlen
Das Album erreichte in den Music Industry Association of Korea's monthly sales charts Platz 6 im ersten Monat und verkaufte sich 11.828 mal. Somit waren The Grace die erste weibliche Musikgruppe von S.M. Entertainment, welche nach der Band S.E.S. erfolgreich im koreanischen Musikmarkt tätig wurde.
Bis heute verkaufte sich das Album 18.000 mal, da sie doch eine starke Fangemeinde hatten und man die Verkaufszahlen als niedrig darstellte, gab es folgende Begründung:
Ein Monat nachdem das Album veröffentlicht wurde, gab es Vorwürfe, dass die Songs Hanbeon Deo, OK? und Tonight Is on Me anstößig für jüngerer Hörer seien. Ende August kam man zum Entschluss, dass das Studioalbum eine Altersfreigabe von 19+ bekam und nicht an Jugendliche verkauft werden durfte, was hinderte, dass sich das Album weiterhin gut verkaufen konnte.

## Titelliste
| #   | Titel                                       | Übersetzung                      | Länge |
| --- | ------------------------------------------- | -------------------------------- | ----- |
| 1.  | „한번 더, OK?“ (One More Time, OK?)         | Noch einmal, OK?                 | 3:43  |
| 2.  | „女友 (그녀들의 수다)“                      | Freundinnen (und ihre Gespräche) | 3:41  |
| 3.  | „女友 Interlude“                            | Freundinnen                      | 0:31  |
| 4.  | „Sweet Emotion“                             | Süße Emotion                     | 4:09  |
| 5.  | „그 사람... 욕하지 마요“                    | Mein Herz ist gebrochen          | 3:31  |
| 6.  | Renew                                       | Erneuern                         | 3:39  |
| 7.  | „4월의 첫 날 (April Fools' Day)“            | Tag des Aprilscherzes            | 4:26  |
| 8.  | Dancer in the Rain                          | Tänzer im Regen                  | 3:20  |
| 9.  | „아니기를 (Not to Be)“                      | Nichts zu werden                 | 3:29  |
| 10. | „하루만 (Just for One Day)“ (feat. Kyuhyun) | Nur für einen Tag                | 5:17  |
| 11. | Tonight Is on Me                            | Heute Nacht auf mir              | 3:46  |
| 12. | Dancing Queen                               | Tanzende Königen                 | 1:50  |
| 13. | „열정 (My Everything)“                      | Passion (Mein Alles)             | 5:06  |
| 14. | Boomerang                                   | Boomerang                        | 3:22  |
| 15. | The Club (feat. Rain)                       | Der Klub                         | 3:39  |